# Katie Price
Katie Price hay còn có nghệ danh là Jordan (sinh năm 1978) là một người mẫu ảnh kiêm ca sĩ và thương gia người Anh.

## Tiểu sử
Cô đến với nghề người mẫu từ năm 16 tuổi và nhanh chóng gặt hái được thành công trong làng người mẫu cũng như giải trí tại Anh. Cô nổi tiếng trong vai trò một siêu mẫu ngực trần bốc lửa bậc nhất ở xứ sương mù. Là gương mặt được ưa thích trên Playboy tạp chí số một thế giới dành cho phái mạnh giai đoạn 1997 đến 2003. Jordan tham gia trong lĩnh vực truyền hình với việc tham gia diễn xuất trong show truyền hình thực tế nổi tiếng Baywatch và một số phim truyền hình.
Người mẫu tóc vàng còn thường xuyên chứng tỏ rằng mình vẫn rất nóng bỏng, thú vị bằng nhiều trang phục sexy. Sắc đẹp của cô theo báo chí là đã đi phẫu thuật thẩm mĩ để có vòng 1 hấp dẫn và hầu như nhiều bộ phận khác trên cơ thể như môi, mũi...
Cô rất thích cưỡi ngựa và tập luyện chăm chỉ để tham gia biểu diễn trong một show truyền hình. Tháng 6 năm 2001, Jordan còn ra tranh cử vào Nghị viện Anh với lời hứa tranh cử sẽ giúp các cử tri nữ bơm ngực miễn phí và tăng số lượng các bãi tắm nude. Nhưng cô chỉ giành được 713 phiếu và thất cử.

## Đời tư

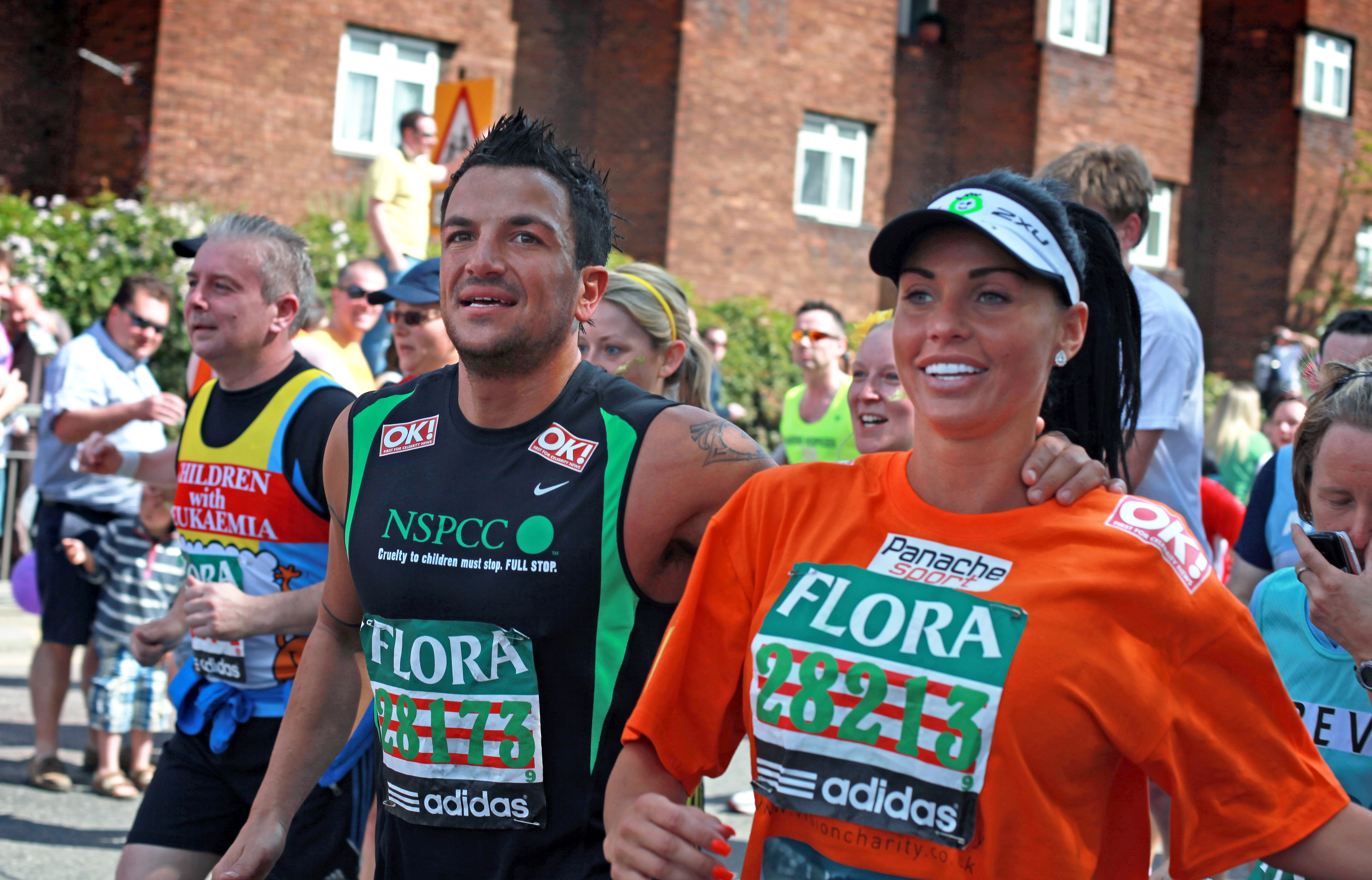
Katie Price và Peter Andre

Katie Price từng cặp kè với các cầu thủ bóng đá như Teddy Sheringham, Dwight Yorke, hẹn hò lén lút với Frank Lampard và Cristiano Ronaldo, người mẫu Jordan được xem như một trong những ‘người đẹp sát cầu thủ’ nổi tiếng nhất nước Anh. Theo tiết lộ của người mẫu Katie Price, cô và Frank Lampard từng bí mật hẹn hò vài năm trước khi gặp và cưới ca sĩ người Australia là Peter Andre. Cô cũng hẹn hò với Jake Nicholson một cầu thủ bóng đá, người kém mình tới 14 tuổi.